# Дефлокуляція
Дефлокуля́ція (рос. дефлоккуляция, англ. deflocculation) — процес, зворотний до флокуляції, тобто розпад флокул з утворенням колоїдно стійких суспензій чи емульсій. Синонім — пептизація.
У широкому розумінні — процес, зворотний до мезоагрегації, — коагуляції чи флокуляції.